# Cruz en las montañas

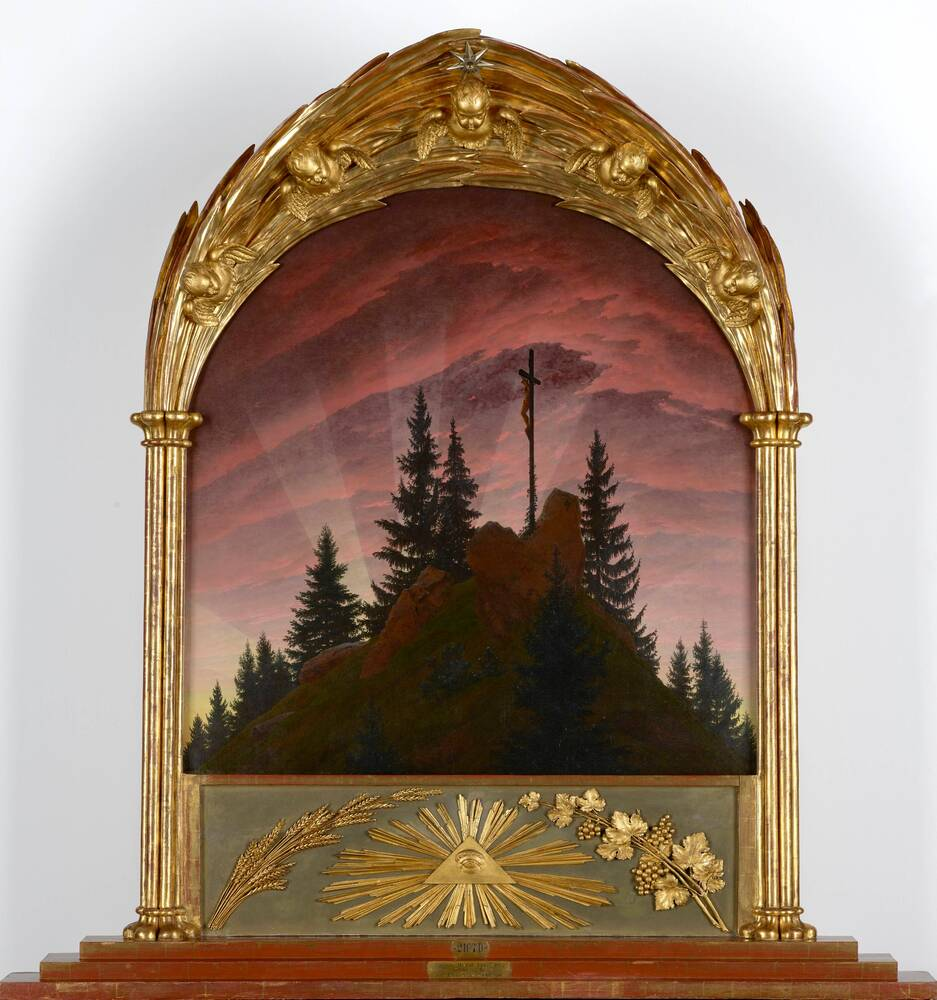
Cruz en las montañas (Tetschen Altar) (1808), óleo sobre lienzo, 115 × 110.5 cm. Galerie Neue Meister, Dresde. Marco creado por Kühn con un diseño de Friedrich.

Cruz en las montañas (en alemán, Das Kreuz im Gebirge) es una pintura al óleo sobre lienzo de 115 x 110,55 cm creada en 1808 por el pintor alemán Caspar David Friederich. Se encuentra en el museo Staatliche Dresden. La pieza también es conocida por el nombre de Tetschen Altar, ya que originalmente se diseñó como un retablo o altar.

## Contexto de la obra
Después de una caminata por el norte de Bohemia, Friedrich realizó su primer óleo, Cruz en las montañas. Esta obra fue terminada en Navidad de 1808. Fue expuesta en el estudio del autor. La colocó en una mesa cubierta en su totalidad con un manto de color negro, situándola en la luz que sobresalía de una ventana. Se comenta que al entrar a la habitación en la que estaba expuesta esta obra, la sensación era similar a la de entrar a un templo. Cabe destacar que en el año que fue realizada esta obra, el autor no hizo tantas pinturas. 
La obra habría causado un gran impacto en la condesa Theresia A. Maria von Brühl, quien estaba a punto de casarse con el conde Franz Anton von Thun-Hohenstein. Debido a esto, mandaron a realizar un cuadro con la misma temática para su boda. El destino principal del cuadro y su realización era la capilla del castillo en Tetschen y por eso su nombre “Tetschen Altar”. Pero cabe de aclarar que el destino de la obra sería diferente según la última crítica escrita para esta obra.
Otros señalan que la obra fue hecha como un homenaje para el rey de Suecia Gustavo-Adolfo IV, ya que sentía una admiración por él, a tal grado que le puso su nombre a uno de sus hijos. Al momento del envío de la obra, hubo un inconveniente ya que Gustavo-Adolfo IV se la iba a obsequiar a Napoleón. Debido a esto, la pintura no se envió. Friedrich aceptó la adaptación del cuadro a un altar que había sido propuesto condesa de von Brühl. Ya que no había una capilla en el lugar en la casa de los condes que lo adquirieron, fue colocada en su dormitorio.

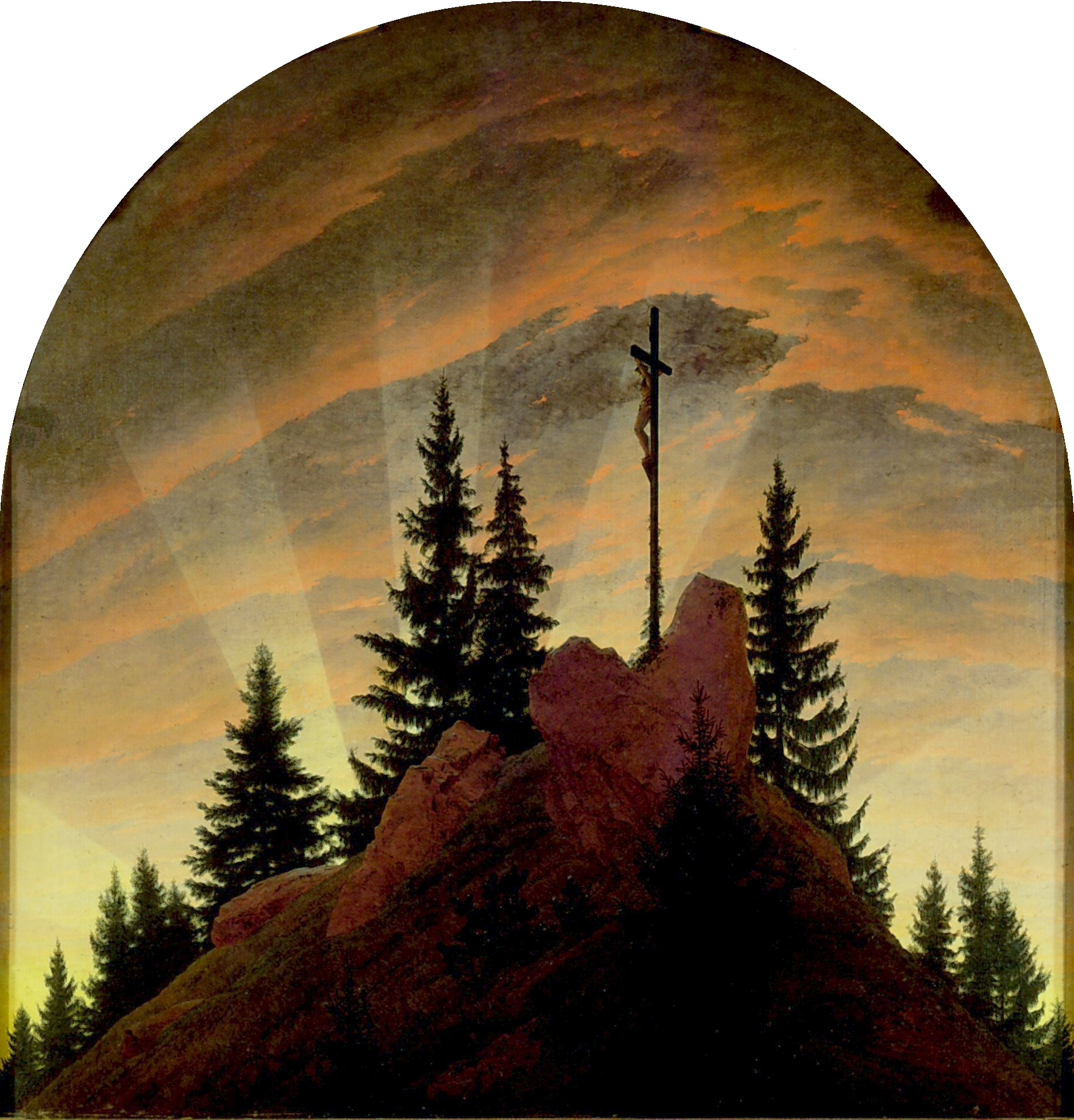
Cruz en las montañas de Friedrich sin el marco.

## Descripción
El lienzo contiene una cruz dorada que le sobresalen tres luces alrededor, con Jesús crucificado a lo alto de la colina. Parece ser motivo principal del altar puesto que está colocada de forma oblicua y se pierde dicho motivo.[cita requerida] Camuflado entre los árboles mientras que se observan las montañas en medio del cuadro y un atardecer con nubes rojas y azuladas, que adquieren un enorme protagonismo al salir luces de ella. 
Este paisaje es naturalista de varias maneras ya que se presenta un bosque muy frondoso. El manejo de la luz es semirrealista; la historiadora del arte Linda Siegel sugiere que el sol no es la única fuente de luz, que también debe estar presente una fuente mística de iluminación, ya que en la perspectiva tiene una gran altura la cruz así que no concuerda con las dimensiones del paisaje. Los colores del paisaje, así como la luz, no son convencionales. Hay una antítesis entre las rocas oscuras y el cielo.

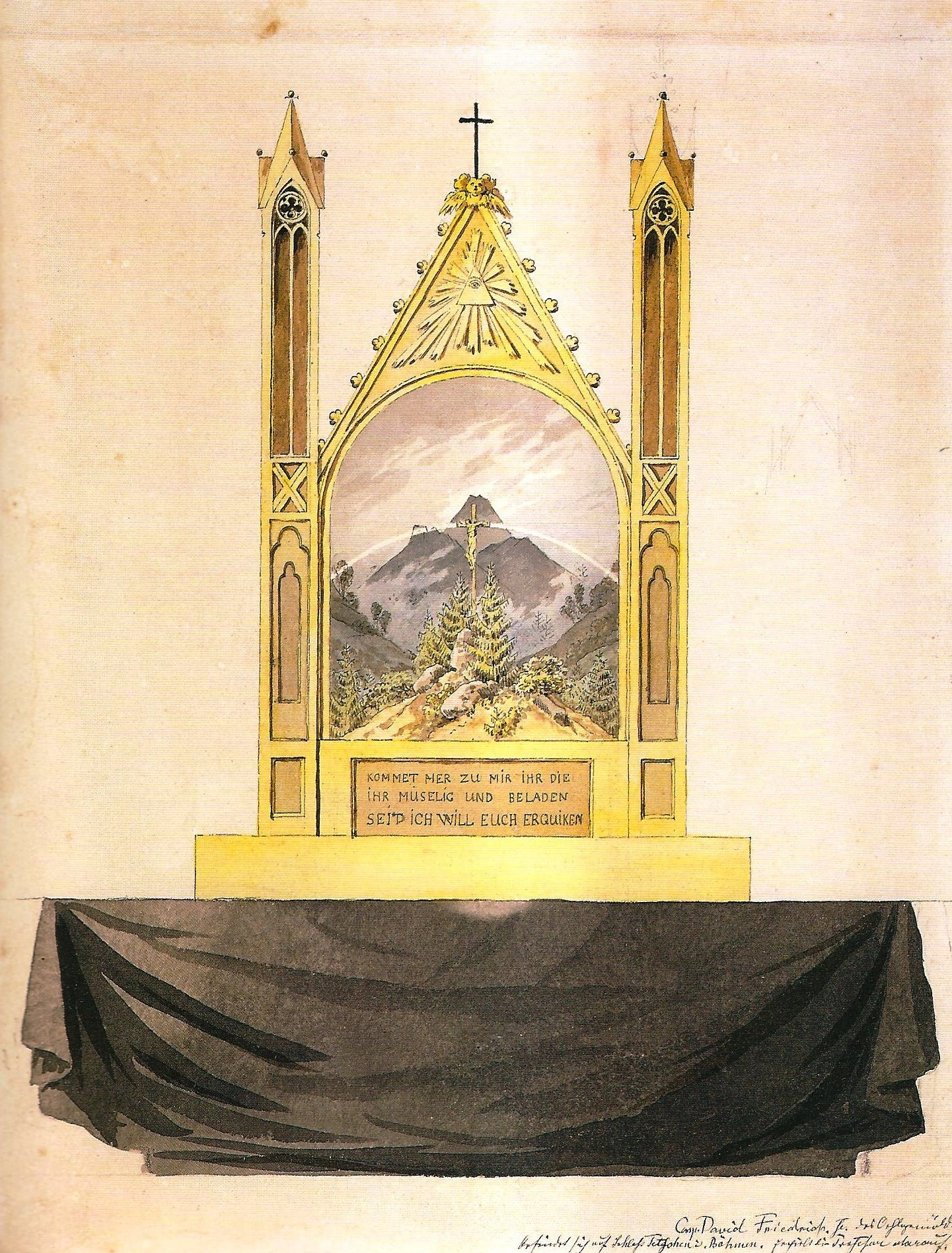
Diseño de Friedrich del altar para su obra, 1807. Kupferstichkabinett, Dresde.

El marco dorado, diseñado por Friedrich y creado por el escultor Christian Gottlieb Kühn, incluye también iconografía cristiana. En la base del marco, aparece el Ojo de Dios dentro de un triángulo con trigo y una vid, símbolos de la Eucaristía. Subiendo por el marco, las columnas góticas sostienen ramas de palmeras de las que emergen cinco ángeles, con una estrella sobre la central.

## Crítica
La obra tuvo un gran éxito en su tiempo. Friedrich logró alcanzar un gran triunfo con esta pintura ya que su dimensionalidad y todas las técnicas mencionadas eran perfectas y muy novedosas para la época. Rompiendo los paradigmas del paisaje y la religión del siglo XVIII.
A pesar de la connotación religiosa del cuadro, Basilius von Ramdohr utilizó la obra de Friedrich para atacar una nueva ideología, señalando: “Mi crítica -insistía- no está dirigida contra el cuadro del Sr. Friedrich, sino en contra del sistema que de ahí trasluce, contra un montón de conceptos que encuentro que este cuadro en parte no adolece, pero que está en estrecha relación con los que le son propicios.” Para Ramdohr, Friedrich era un sacrílego por realizar un paisaje convertido en altar, afirmando: “sería una verdadera presunción dejar que un cuadro paisajista se arrastrara como una serpiente en una iglesia y trepara hasta el altar.”
Asimismo Ramdohr señaló que Friedrich había rechazado las reglas compositivas del paisajismo, particularmente por la forma en que usó la luz y la sombra, renunciando a la perspectiva aérea. Friedrich, sin embargo, estaba comenzando un nuevo estilo de composición del paisaje, que se encaja al Romanticismo.
Friedrich respondió a las críticas con un programa que describía sus intenciones, marcando la única vez que ofreció públicamente comentarios sobre su arte. Al respecto dijo:

Jesucristo, clavado al madero, está vuelto hacia poniente, imagen del Padre Eterno que todo lo vivifica. Con las enseñanzas de Jesús murió un mundo viejo, aquel en que Dios Padre caminaba directamente sobre la Tierra. Este sol se pone y la Tierra no es capaz ya de captar la luz que se le oculta. Entonces luce en el más puro metal, el del oro del crepúsculo, el Salvador clavado en la cruz y lo refleja con brillo atenuado sobre la tierra. La cruz está levantada sobre una roca tan inamovible como nuestra fe en Jesucristo. En torno a la cruz se levantan (siempre verdes en todas las épocas) los abetos, significando la esperanza que los hombres tienen puesta en Él, el Crucificado.